# Lima-da-pérsia
A lima-da-pérsia é o fruto da limeira-da-pérsia (Citrus limettioides), nativa da Ásia. Apresenta-se na forma de uma fruta cítrica de baixa acidez, classificada dentro das limas doces, mas diferencia da lima comum
.
O fruto se torna amarelo-alaranjado quando fica maduro. O suco contém geralmente menos de 0,1% de ácido cítrico: o sabor muito leve do suco é popular no Oriente Médio e na Índia, mas menos no mundo ocidental.
Tais frutos são de difícil cultivo no Brasil, por serem muito vulneráveis a doenças.